# Герасимов, Александр Владимирович (журналист)
Александр Владимирович Герасимов (род. 25 октября 1955, Иннокентьевка, Амурская область) — советский, российский журналист, писатель.

## Биография
Александр Владимирович Герасимов родился 25 октября 1955 года в селе Иннокентьевка Амурской области. Работал учителем, журналистом газет и телевидения, председателем государственной телерадиокомпании «Амур», редактором газет.
С 1998 по 2008 год — председатель Амурской областной организации Союза журналистов России. Член творческого союза российских художников и Союза художников Китая.
С 2011 года живёт в Калининграде.

## Творчество
Автор рассказов и пьес (публикации в альманахах и литературных журналах России, Австралии, Германии, Канады, Чехии, постановки в театрах Абакана, Астрахани, Владивостока, Луганска, Сиэтла, Тынды, Челябинска и др.).

## Награды
- Заслуженный работник культуры Российской Федерации
- орден преподобного Сергия Радонежского русской православной церкви.